# Lamprocystyda

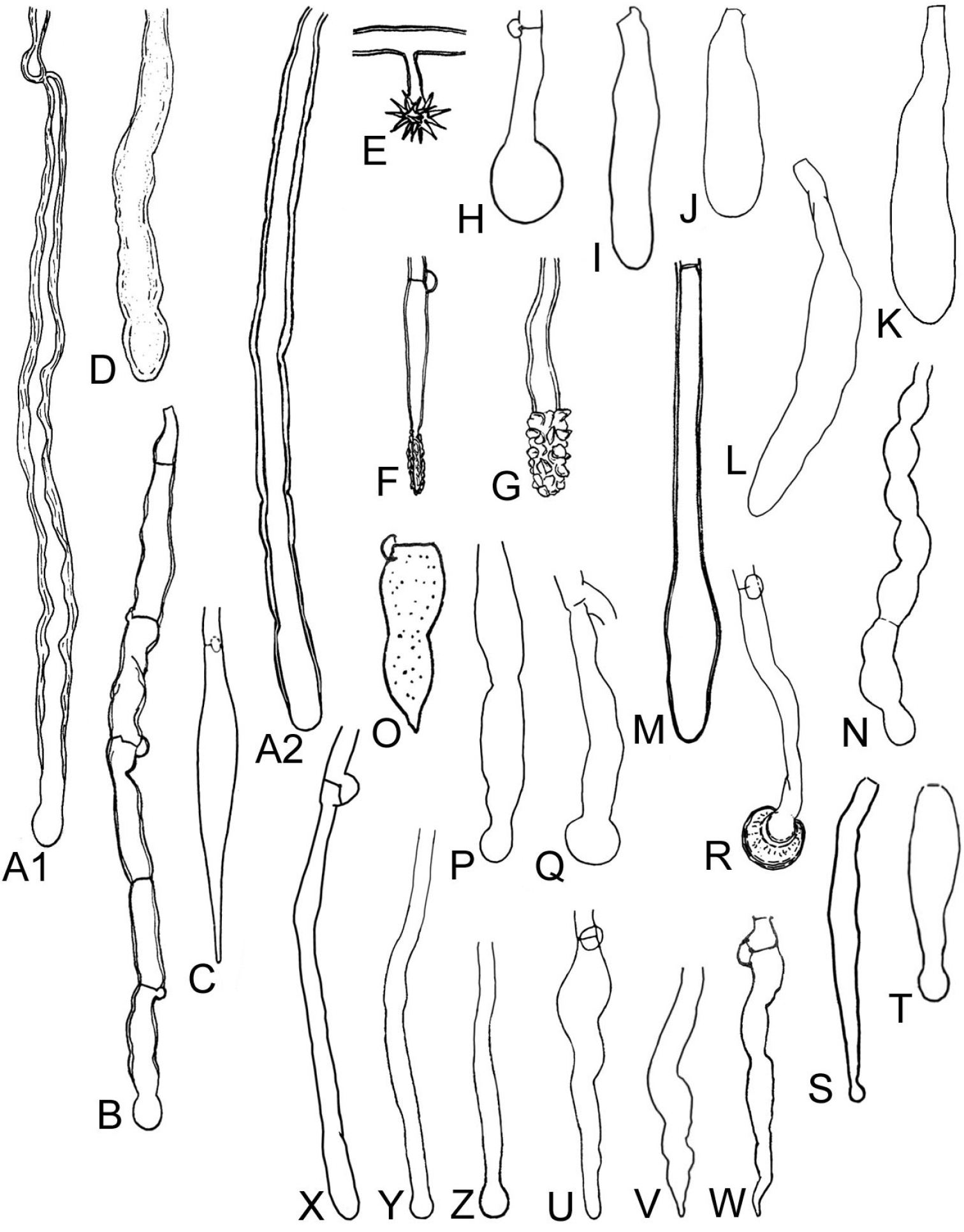
A – szkieletocystyda, A2 – szkieletocystyda rurkowata, B – szkieletocystyda septowana, C – hastocystyda, D – gleocystyda, E – astrocystyda, F – lagenocystyda, lamprocystyda

Lamprocystyda (łac. l. poj. lamprocystidium, l.mn. lamprocystidia) – rodzaj cystyd występujący u niektórych gatunków grzybów. W zależności od klasyfikacji nazwą tą określa się dwa rodzaje cystyd:
- cystydy całkowicie lub przynajmniej częściowo grubościenne bez rozróżnialnej zawartości. Istnieje pięć ich podkategorii: Seta, Setule, Setiform, Metuloid i Mycosclerids[1]. Seta to inaczej szczecinki – długie i cienkie komórki rzęskowe, brązowe, grubościenne, zaostrzone na końcu, wyrastające w tramie i wystające nad hymenium. Setule to małe szczecinki, również wyrastające z tramy. Metuloid to inaczej metuloidy[2].
- grubościenne, krótko wrzecionowate, występujące w tramie cystydy inkrustowane na większej części swojej długości; mogą to być zmodyfikowane gleocystydy. Termin ten jest często używany w szerokim znaczeniu, obejmującym wszystkie mniej lub bardziej grubościenne, inkrustowane cystydy[1].

Lamprocystydy występują np. u gatunków z rodzaju Peniophora (powłocznica).